# Benincasa z Cava de' Tirreni
Blahoslavený Benincasa z Cava de' Tirreni (úmrtí 10. ledna 1194, Cava de' Tirreni) byl italský benediktinský opat. Katolická církev ho uctívá jako blahoslaveného.

## Život
Dne 30. ledna 1171 byl zvolen opatem v Opatství Nejsvětější trojice v Cava de' Tirreni. Byl nástupcem blahoslaveného Marina.
Když král Vilém II. Sicilský vázne onemocněl, byl přijat Benincasem a s jeho pomocí se zázračně uzdravil. Jako vděčnost přenechal jím postavený klášter v Monreale cavasienským mnichům. Benincasa poslal do tohoto kláštera několik mnichů.
Za jeho opatské služby v opatství Cava uvězněn vzdoropapež Inocenc III.
Zemřel 10. ledna 1194.

## Kult
Jeho tělo bylo pohřbeno v kryptě opatství. Roku 1675 bylo jeho tělo exhumováno a od roku 1939 jsou jeho ostatky uloženy pod oltářem svatého Maura.
Dne 16. května 1928 uznal papež Pius XI. jeho kult.
Jeho svátek se slaví 10. ledna.
V Martyrologiu Romanum se píše;
| „ | V klášteře v Cava de' Tirreni, blahoslavený opat Benincasa, který sto svých mnichů přidělil nově postavenému klášteru Monreale na Sicílii. | “ |